# Friedrich Gulda
Friedrich Gulda (Viena, 16 de maio de 1930 – Steinbach am Attersee, 27 de janeiro de 2000) foi um pianista e compositor austríaco. Teve destaque tanto nos meios eruditos quanto no jazz, sendo associado à Terceira Corrente.

## Biografia
Nascido em Viena e filho de um professor, Gulda começou a aprender piano com Felix Pazofsky aos sete anos, no Conservatório de Viena. Em 1942, entrou para a Academia de Música de Viena, onde estudou piano e teoria musical com Bruno Seidlhofer e Joseph Marx.
Ganhou seu primeiro prêmio na competição internacional de Genebra em 1946. Inicialmente o juri preferira o pianista belga Lode Backx (então com 24 anos), mas na apuração final Gulda foi o vencedor. Daí, Gulda começou a dar concertos ao redor do mundo. Junto a Jörg Demus e Paul Badura-Skoda, Gulda formou o que se tornou conhecido como "troika de viena".
Embora mais famoso por suas interpretações de Beethoven, Gulda também interpretou música de J. S. Bach, Mozart, Schubert, Chopin, Schumann, Debussy e Ravel.
A partir da década de 1950 começou a se interessar por jazz, tocando com vários músicos de Viena, como Alexander Jenner, compondo canções e temas instrumentais e às vezes combinando o jazz à música erudita em seus concertos. Gulda escreveu um Prelúdio e Fuga com levada de jazz. Essa peça foi interpretada por Keith Emerson no disco The Return of the Manticore, do seu grupo Emerson, Lake & Palmer. Além disso, Gulda compôs "Variações sobre 'Light My Fire', de The Doors". Outra versão pode ser encontrada em As You Like It (1970), álbum com "standards" como "'Round Midnight" e "What Is This Thing Called Love?"
Em 1982, Gulda juntou-se ao pianista Chick Corea, que se encontrava entre o fim de Return to Forever e a formação da Elektric Band. Em The Meeting (Philips, 1984), Gulda e Corea se comunicam em longas improvisações misturando jazz ("Some Day My Prince Will Come" e a desconhecida "Put Your Foot Out", de Miles Davis) e música clássica ("Wiegenlied", de Brahms).
Certas práticas não ortodoxas renderam a ele a alcunha de "pianista terrorista". Gulda tinha um forte desprezo pelas autoridades como a Academia de Viena. Foi-lhe oferecido o prêmio "Beethoven Ring", pelas suas interpretações notáveis do compositor, mas o prêmio foi recusado por Gulda. Chegou inclusive a fraudar a própria morte em 1999, reforçando o seu estatuto como "enfant terrible" dos pianistas.
Mesmo assim, Gulda é amplamente reconhecido como um dos mais proeminentes pianistas do século XX. Dentre seus alunos estão Martha Argerich e o maestro Claudio Abbado.
Expressou o desejo de morrer no dia do aniversário de seu compositor predileto, Mozart, o que de fato aconteceu em 27 de janeiro de 2000, quando Gulda tinha 69 anos. Gulda está enterrado no cemitério de Steinbach am Attersee, na Áustria.
Foi casado duas vezes, primeiro com Paola Loew e depois com Yuko Wakiyama. Dois de seus três filhos, Paul e Rico Gulda (um de cada um dos casamentos) são também pianistas.